# Route nationale 601
Pour les articles homonymes, voir Route 601.
La route nationale 601, ou RN 601, était une route nationale française qui reliait Rodez à Lafeuillade-en-Vézie.
À la suite de la réforme de 1972, elle a été déclassée en RD 901 dans l'Aveyron et en RD 601 dans le Cantal.

## Ancien tracé de Rodez à Lafeuillade-en-Vézie (D 901 & D 601)
- Rodez
- Salles-la-Source
- Marcillac-Vallon
- Saint-Cyprien-sur-Dourdou
- Conques
- Grand-Vabre
- Cassaniouze
- Lacapelle-del-Fraisse
- Lafeuillade-en-Vézie